# Жадібність

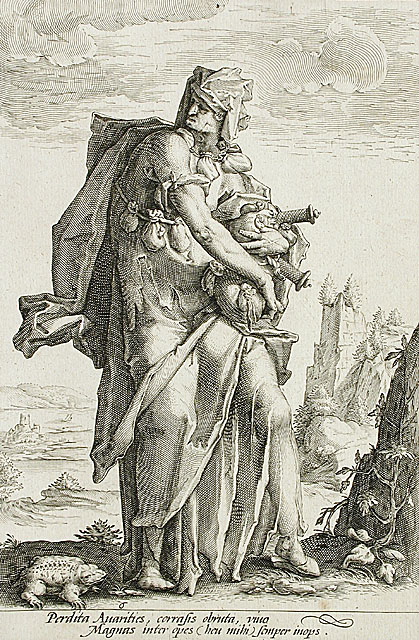
Жадібність — гравюра Джейкоба Метема, 1587 р.

Жа́ді́бність, захла́нність, скна́рність, заже́рливість, мамо́на, нена́ситенність (лат. avaritia, грец. filarguria) — жага до здобування чи купування, іншими словами жадання наживи, користолю́бство, грошелюбство.

## Релігійне трактування
Жадібність в християнській етиці один зі семи смертних гріхів (гріховних пристрастей), оскільки призводить до примноження турбот і марних піклувань, до внутрішньої злості та замкнутості, а також безперервно провокує страх втрати і гнів на можливих конкурентів та заздрісників. В Євангелії від Луки, розділ 12, вірш 15, сказано: « І промовив до них: Глядіть, остерігайтеся всякої зажерливости, бо життя чоловіка не залежить від достатку маєтку його.». Також в Посланні до Ефесян, розділ 5, вірш 5, навіть згадується: «Знайте бо це, що жаден розпусник, чи нечистий, або зажерливий, що він ідолянин, не має спадку в Христовому й Божому Царстві!».  Згідно з Йоаном Ліствичником, проти жадібності ворогує гріх зневіри і чеснота нестяжання.[джерело?]

## Природа походження
Початковою мотивацією (або метою) жадібності та пов'язаних з нею дій може бути сприяння особистому або сімейному виживанню. Водночас це може бути намір позбавити конкурентів потенційних засобів (для базового виживання і комфорту) або майбутніх можливостей, а отже, бути підступним або тиранічним і мати негативну конотацію. З іншого боку, метою може бути захист або протидія таким перешкодам, що загрожують з боку інших. Але незалежно від мети, жадібність має на меті створити нерівність у доступі або розподілі суспільного багатства.
Сучасна економічна думка часто відрізняє жадібність від корисливості, навіть у своїх ранніх роботах, і докладає значних зусиль, щоб провести межу між ними. До середини 19 століття — під впливом феноменологічних ідей Гегеля — економічні та політичні мислителі почали визначати жадібність, притаманну структурі суспільства, як негативне явище та інгібітор розвитку суспільств. Кейнс писав: «Світ не настільки керований згори, щоб приватні та суспільні інтереси завжди збігалися. Він не настільки керований тут, внизу, щоб на практиці вони збігалися». Обидва погляди продовжують ставити фундаментальні питання в сучасній економічній думці.
Вебер стверджував, що дух капіталізму інтегрував філософію скупості, забарвлену утилітаризмом. Вебер також говорить, що, згідно з протестантською етикою, «багатство є поганим з етичної точки зору лише настільки, наскільки воно є спокусою до неробства і гріховної насолоди життям, а його придбання є поганим лише тоді, коли воно здійснюється з метою подальшого веселого і безтурботного життя».
Як світська психологічна концепція, жадібність — це непомірне бажання придбати або володіти більш ніж однією потребою. Ступінь непомірності пов'язаний з нездатністю контролювати переформулювання «бажань» після усунення бажаних «потреб». Вона характеризується ненаситним прагненням до більшого, але також і незадоволеністю тим, що людина має на даний момент. Еріх Фромм описав жадібність як «бездонну яму, яка виснажує людину в нескінченних зусиллях задовольнити потребу, ніколи не досягаючи задоволення». Схильність людини до жадібності можна розглядати як особистісну рису, яку можна виміряти. За допомогою таких вимірювань було виявлено, що жадібність пов'язана з фінансовою поведінкою (як позитивно в плані заробітку, так і негативно в плані запозичення/зменшення заощаджень), неетичною поведінкою і негативно впливає на добробут.

## Популярна культура
Грецька міфологія розповідає історію про фрігійського царя Мідаса. Він попросив Діоніса перетворити на золото все, до чого він торкався, щоб звільнитися від обов'язку платити данину і накопичувати багатство. Діоніс задовольнив його бажання. Це прирекло Мідаса на голодну смерть, оскільки його їжа також перетворилася на золото. Нарешті йому вдалося звільнитися від цього дару, скупавшись у річці Пактолос.